# Таль Броді
Талбот (Таль) Броді (англ. Talbot 'Tal' Brody; нар. 30 серпня 1943, Трентон, Нью-Джерсі) — американський та ізраїльський баскетболіст. Володар Кубка чемпіонів ФІБА 1976/77 у складі команди «Маккабі» (Тель-Авів), десятикратний чемпіон Ізраїлю та шестиразовий володар Кубка Ізраїлю. Лауреат Премії Ізраїлю (1979), лауреат премії «Боней Ціон» (2015), член Міжнародної єврейської спортивної зали слави (1996) та Національної єврейської спортивної зали слави США (2011).
Вершини своєї ігрової кар'єри Броді досяг у Кубку чемпіонів ФІБА в сезоні 1976/77 років. У півфіналі цього турніру, вже перемігши іменитий мадридський «Реал», «Маккабі» зустрічався з одним із найсильніших клубів Європи — московським ЦСКА. У розпал Холодної війни та в умовах розірваних дипломатичних відносин радянська сторона відмовилася зустрічатися з ізраїльтянами як на своєму майданчику, так і в Тель-Авіві, і для матчу було обрано нейтральний майданчик — бельгійське місто Віртон. Незважаючи на тиск, «Маккабі» впевнено переміг із рахунком 91:79. Після матчу Броді сказав слова, які стали в Ізраїлі крилатими:
| Ми на карті, і ми залишаємося на карті – не лише у спорті, а й у всьому! |

## Інтернет-ресурси
- Facebook page
- Tal Brody Legacy site
- Tal Brody profile; International Jewish Sports Hall of Fame
- «One on One with Mac TA legend Tal Brody[недоступне посилання з 01.01.2018]», Ruthie Blum Leibowitz, The Jerusalem Post, December 6, 2006
- Adventures in the Brain Trade, by Allan Nutkiewicz, 2006, ISBN 1-84728-588-0, fiction novel featuring Brody
- «From Tal Brody to European Champions: Early Americanization and the» Golden Age" of Israeli Basketball, 1965—1979", Yair Galily and Michael Bar-Eli, Journal of Sport History, 2005
- FIBA Basketball Player Profile 1
- FIBA Basketball Player Profile 2
- FIBA Europe Basketball Player Profile